# Gustav Kühne

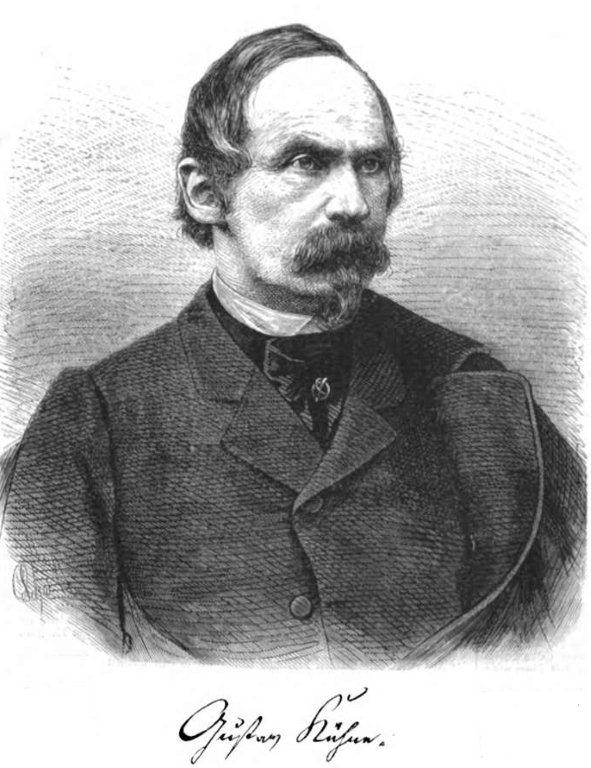
Ferdinand Gustav Kühne (1868)

Dr. phil. Ferdinand Gustav Kühne (pseudonym Mondsteiner, 21. prosince 1806, Magdeburg – 20. dubna 1888, Drážďany) byl německý spisovatel, básník, dramatik a literární kritik.

## Biografie
Ve 12 letech se přestěhoval se svojí rodinou z rodného Magdeburgu do Berlína, kde absolvoval tamější gymnázium. V letech 1826–1830 studoval v Berlíně literární dějiny a filosofii (mj. u Friedricha Schleiermachera a Friedricha Hegela). V roce 1830 byl v Erlangenu jmenován doktorem filozofie.